# Матисен, Оскар
Оскар Матисен (норв. Oscar Wilhelm Mathisen; 4 октября 1888, Христиания (ныне Осло) — 10 апреля 1954, Осло) — норвежский конькобежец, многократный чемпион мира и Европы, рекордсмен мира.

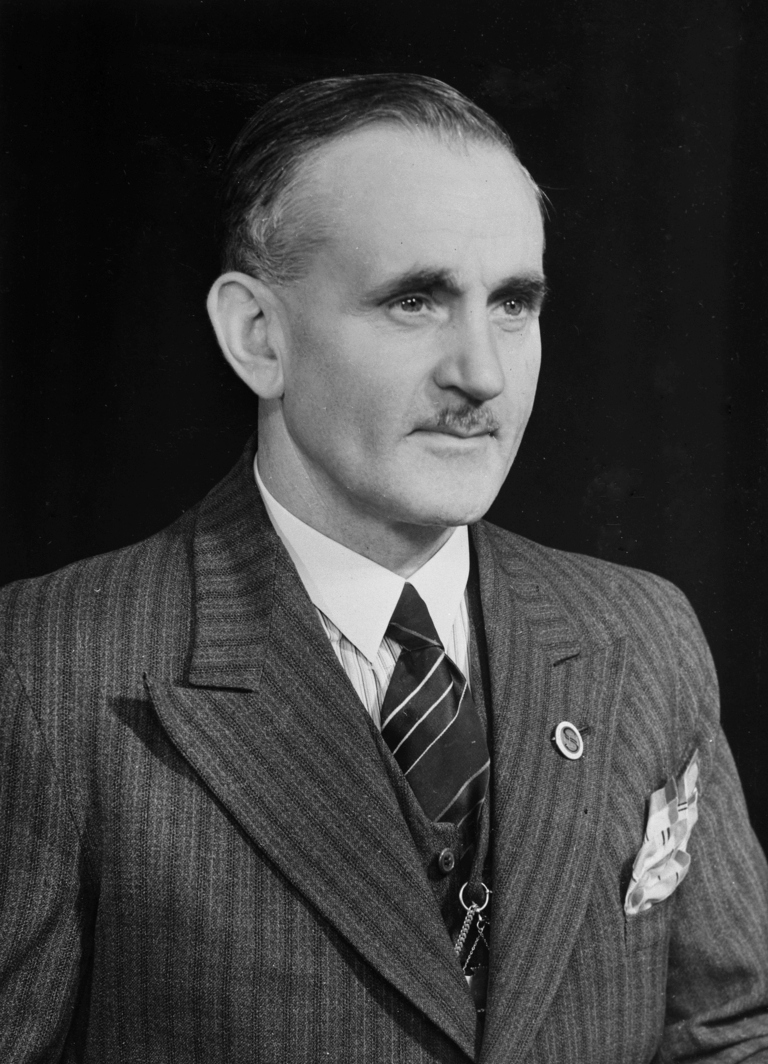
Оскар Матисен. 1938 год.

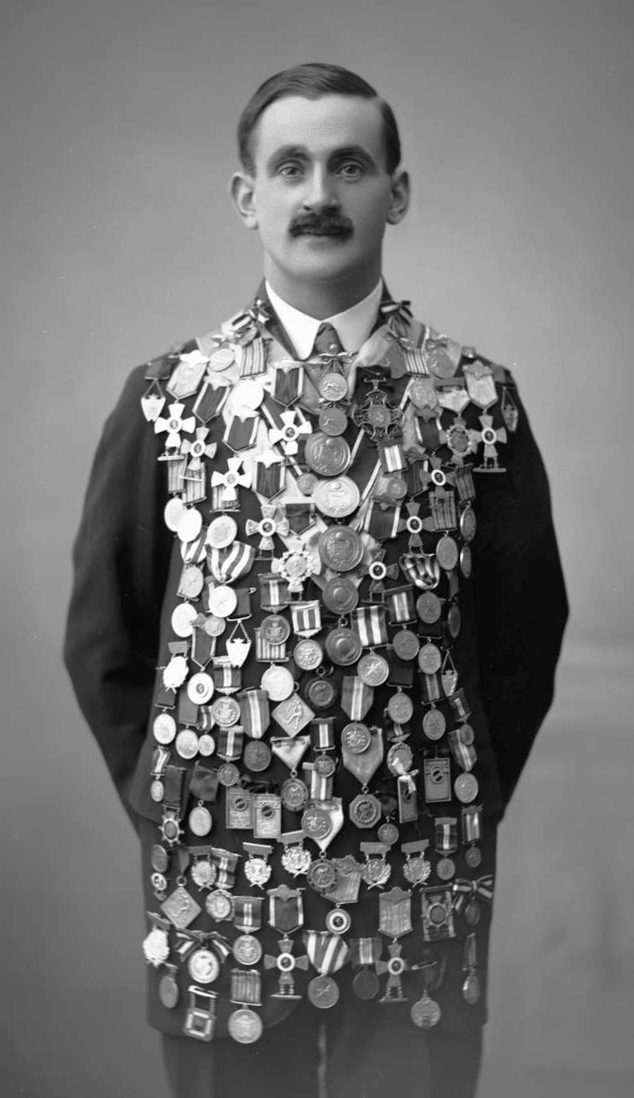
Оскар Матисен. 1914 год.

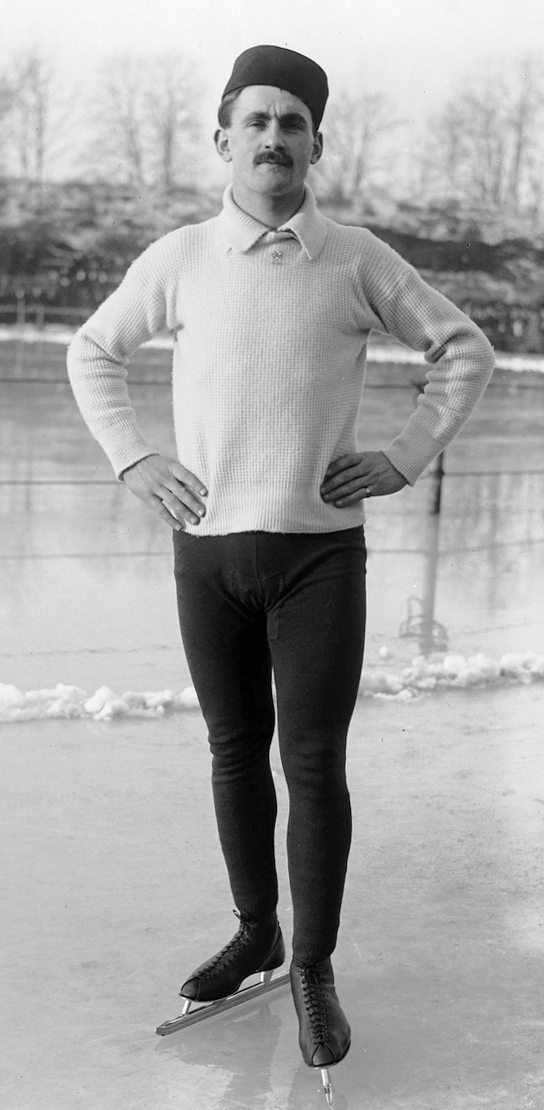
Оскар Матисен. 1909 год.

Оскар Матизен родился в Христиании (ныне Осло) в многодетной семье и был седьмым ребёнком.
В возрасте восемнадцати лет Матисен стал чемпионом Норвегии, через год — чемпионом мира. В общей сложности Оскар Матисен пять раз завоевывал звание чемпиона мира (1908, 1909, 1912, 1913 и 1914 годы) и трижды звание чемпиона Европы (1909, 1912 и 1914 годы). В 1910 году Матисен стал серебряным призёром чемпионата мира, уступив конькобежцу из России Николаю Струнникову. В 1908 и 1913 годах Матисен выигрывал серебряные медали на чемпионате Европы, а в 1910 году — бронзовую медаль.
Оскар Матисен шесть раз завоёвывал звание чемпиона Норвегии (1907, 1909, 1910, 1912, 1913 и 1915), один раз он был серебряным призёром (1908).
Оскар Матисен установил множество мировых рекордов. Рекорд на дистанции 1500 метров (2:17,40), который установил Матисен в 1914 году, оставался непревзойдённым в течение двадцати трёх лет. После установления рекорда на 1500 метров, Матисен стал обладателем мировых рекордов на всех дистанциях.
В 1916 году Матисен покинул Норвегию и стал конькобежцем-профессионалом в США. В США его постоянным соперником был сильнейший американец Роберт Мак-Клин (Robert McClean). В 1919 году он вернулся в Норвегию. После переговоров, Матисен получил разрешение на проведение соревнований профессионалов на стадионе Фрогнер (Frogner Stadium) в Осло. Матисен пригласил в Осло своего непримиримого соперника Роберта Мак-Клина. Соревнования состоялись в феврале 1920 года. Матисен выиграл 500 метров с результатом 43,3 секунды. Мак-Клин выиграл 5000 метров. Затем Матисен выиграл 1500 и 10 000 метров и стал чемпионом мира среди профессионалов. Мак-Клин признал победу Матисена, однако, в Америке он показывал фильм, в котором представлял себя как победителя.
В 1929 году Матисен закончил свою карьеру конькобежца.
Матисен был многосторонним спортсменом. В 1908 и 1910 он стал (не официально) чемпионом Норвегии по нырянию. Он также участвовал в велогонках.
В 1954 году Оскар Матисен застрелил свою жену, которая страдала от депрессии в течение нескольких лет, а затем застрелился сам.
В Осло перед стадионом, на котором соревновался Матисен, ему установлен памятник. В 1959 году в честь Оскара Матисена конькобежный клуб Осло учредил приз его имени, который ежегодно вручается лучшему конькобежцу мира.

## Мировые рекорды
Оскар Матисен устанавливал 23 мировых рекордов:
- 3000 метров — 4:58,8 (19 января 1908 года, Осло) (не официальный)
- 1500 метров — 2:20,8 (8 февраля 1908 года, Давос)
- 1000 метров — 1:31,8 (30 января 1909 года, Давос)
- 1500 метров — 2:20,6 (3 января 1910 года, Давос)
- 500 метров — 44,2 (17 февраля 1912 года, Осло)
- Многоборье — 196,968 (17 февраля 1912 года, Осло) (не официальный)
- 10 000 метров — 17:46,3 (18 февраля 1912 года, Осло)
- 10 000 метров — 17:36,4 (25 января 1913 года, Тронхейм)
- Многоборье — 196,477 (25 января 1913 года, Тронхейм) (не официальный)
- 10 000 метров — 17:22,6 (1 февраля 1913 года, Осло)
- Многоборье — 196,056 (1 февраля 1913 года, Осло) (не официальный)
- 500 метров — 44,0 (16 марта 1913 года, Хамар)
- 500 метров — 43,7 (10 января 1914 года, Осло)
- 1500 метров — 2:19,4 (11 января 1914 года, Осло)
- 5000 метров — 8:36,6 (17 января 1914 года, Давос)
- 500 метров — 43,4 (17 января 1914 года, Давос)
- Многоборье — 194,780 (17 января 1914 года, Давос) (не официальный)
- 1500 метров — 2:17,4 (18 января 1914 года, Давос)
- 5000 метров — 8:36,3 (23 января 1916 года, Осло)
- 500 метров — 43,3 (7 февраля 1920 года, Осло) (не официальный)
- 1000 метров — 1:31,6 (2 марта 1924 года, Осло) (не официальный)
- 1000 метров — 1:31,1 (10 января 1929 года, Давос) (не официальный)
- 500 метров — 43,0 (14 января 1929 года, Давос) (не официальный)

Мировые рекорды, установленные Матисеном в 20-х годах, не были официально признаны, так как он был профессионалом. Мировые рекорды в многоборье в те времена официально не фиксировались международным союзом конькобежцев.

## Лучшие результаты
Лучшие результаты Оскара Матисена на отдельных дистанциях:
- 500 метров — 43,0 (14 января 1929 года, Давос)
- 1000 метров — 1:31,1 (10 января 1929 года, Давос)
- 1500 метров — 2:17,4 (18 января 1914 года, Давос)
- 3000 метров — 4:58,8 (19 января 1908 года, Осло)
- 5000 метров — 8:36,3 (23 января 1916 года, Осло)
- 10 000 метров — 17:22,6 (1 февраля 1913 года, Осло)